# Piper PA-12 Super Cruiser

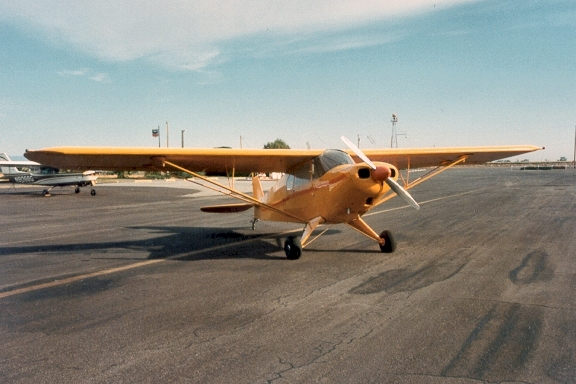
Piper PA-12 Super Cruiser, photographié en Alaska.

Le Piper PA-12 Super Cruiser était un avion léger de loisirs américain, conçu par Piper Aircraft pendant les années 1940. Monomoteur monoplan à aile haute pouvant embarquer trois personnes, il était équipé d'un train d'atterrissage conventionnel et était une version révisée et améliorée du J-5 Cub Cruiser, du même constructeur. Il fut produit de 1946 à 1948, mais de nombreux exemplaires volent encore de nos jours (2025).

## Conception et développement
Lorsque le constructeur Piper abandonna le système de désignation « J- » en faveur du système « PA- », le J-5C devint le PA-12 Super Cruiser. Les premiers J-5 étaient propulsés par un Lycoming O-235 de 100 ch (75 kW) ou un Lycoming O-145 (en) de 75 ch (56 kW). Le nouveau PA-12 reçut initialement un Lycoming O-235-C de 108 ch (81 kW), était totalement caréné et disposait d'ailes à longerons en métal ainsi que deux réservoirs de carburant de 72 litres. Un Lycoming O-235-C1 développant une puissance de 115 ch (86 kW) au décollage était également proposé en option,.
Le prototype NX41561 fut réalisé à partir d'un J-5C converti et effectua son premier vol depuis Lock Haven, en Pennsylvanie, le 29 octobre 1945. Le premier exemplaire de série sortit des chaînes de montage le 22 février 1946 et la production en série continua jusqu'à l'assemblage du 3760e et dernier exemplaire, le 18 mars 1948.
Le PA-12 est certifié pour être équipé de roues, de skis, de flotteurs, ainsi que pour l'épandage agricole. L'agencement du cockpit prévoit l'installation du pilote (aviation) à l'avant et de deux passagers sur des places arrière. À l'inverse du Piper J-3 Cub, le pilotage en solo du PA-12 s'effectue depuis le siège avant (sur le J-3, le pilote est en place arrière pour des raisons de centrage s'il est seul à bord),

## Carrière opérationnelle

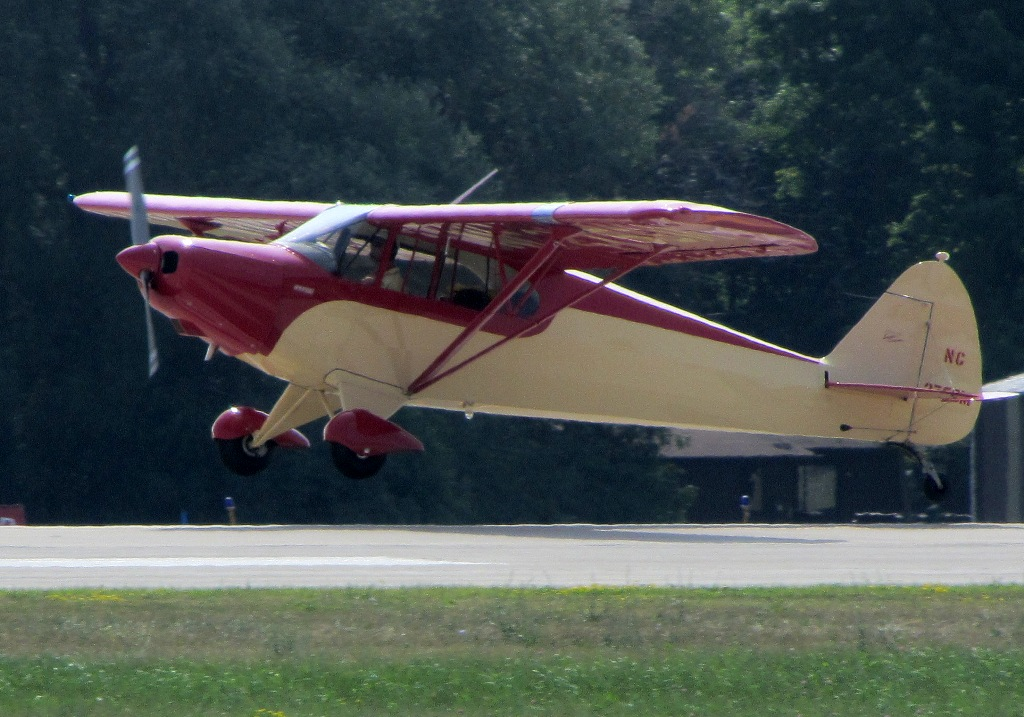
Un PA-12 à l'atterrissage.

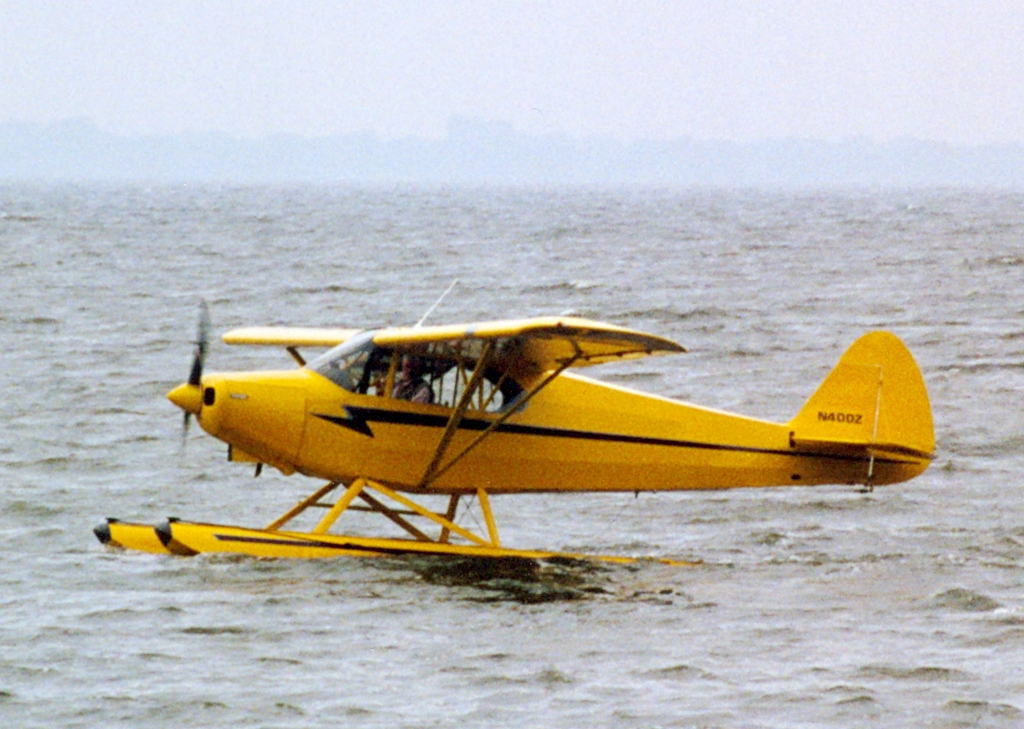
PA-12 équipé de flotteurs.

De nombreux PA-12 ont été modifiés pour recevoir des moteurs plus puissants. Des volets et un fuselage à revêtement en métal peuvent également être installés sur l'appareil.
En 1947, deux PA-12, nommés « City of Washington » et « City of the Angels », effectuèrent le tour du monde. La plus « grave » défaillance mécanique qu'ils durent affronter fut une roulette de queue fissurée... Le « City of Washington » est actuellement situé au Boeing Aviation Hangar du Steven F. Udvar-Hazy Center, à Chantilly, en Virginie. Le « City of the Angels » est exposé au Piper Aviation Museum (en) à Lock Haven, en Pennsylvanie.
Les PA-12 ont été exportés dans de nombreux pays, parmi lesquels la Belgique, le Canada, la France, l'Irlande, les Pays-Bas, la Suisse et le Royaume-Uni. Beaucoup d'exemplaires sont toujours utilisés de nos jours par des pilotes privés et l'appareil est vu assez fréquemment en Amérique du Nord. En novembre 2018 1 304 exemplaires étaient encore enregistrés aux États-Unis, et 235 exemplaires au Canada.

## Versions
- PA-12 : Modèle original, ayant reçu son certificat de type le 24 mars 1947. Sa masse brute est de 794 kg dans la catégorie Normal et 680 kg dans la catégorie Utility[3] ;
- PA-12S : Second modèle, certifié le 11 août 1948. Sa masse brute est de 824 kg dans la catégorie Normal et l'appareil ne peut pas intégrer la catégorie Utility[3]. La version hydravion du PA-12S était équipée d'un moteur Lycoming O-290-D2 (en) de 135 ch (101 kW) afin d'améliorer ses performances au décollage[1].

## Spécifications techniques (PiperPA-12)
Données de FAA - Aircraft Specification No. A-780
Caractéristiques générales
- Équipage : 1 pilote
- Capacité : 2 passagers
- Longueur : 6,96 m
- Envergure : 10,81 m
- Hauteur : 2,08 m
- Masse à vide : 432 kg
- Masse maximale au décollage : 795 kg
- Moteur : 1   moteur à 4 cylindres à plat refroidis par air Lycoming O-235 de 100 ch (75 kW)  à 2 600 tr/min
- Hélices : bipale
- carburant : 68 litres

 Performances 
- Vitesse à ne jamais dépasser : 222 km/h
- Vitesse de croisière : 178 km/h
- Vitesse de décrochage : 64 km/h
- Distance franchissable : 965 km
- Plafond : 3 840 m
- Vitesse ascensionnelle : 183 m/min
- Charge alaire : 47,9 kg/m2
- Rapport poids-puissance : 4,32 kg/ch

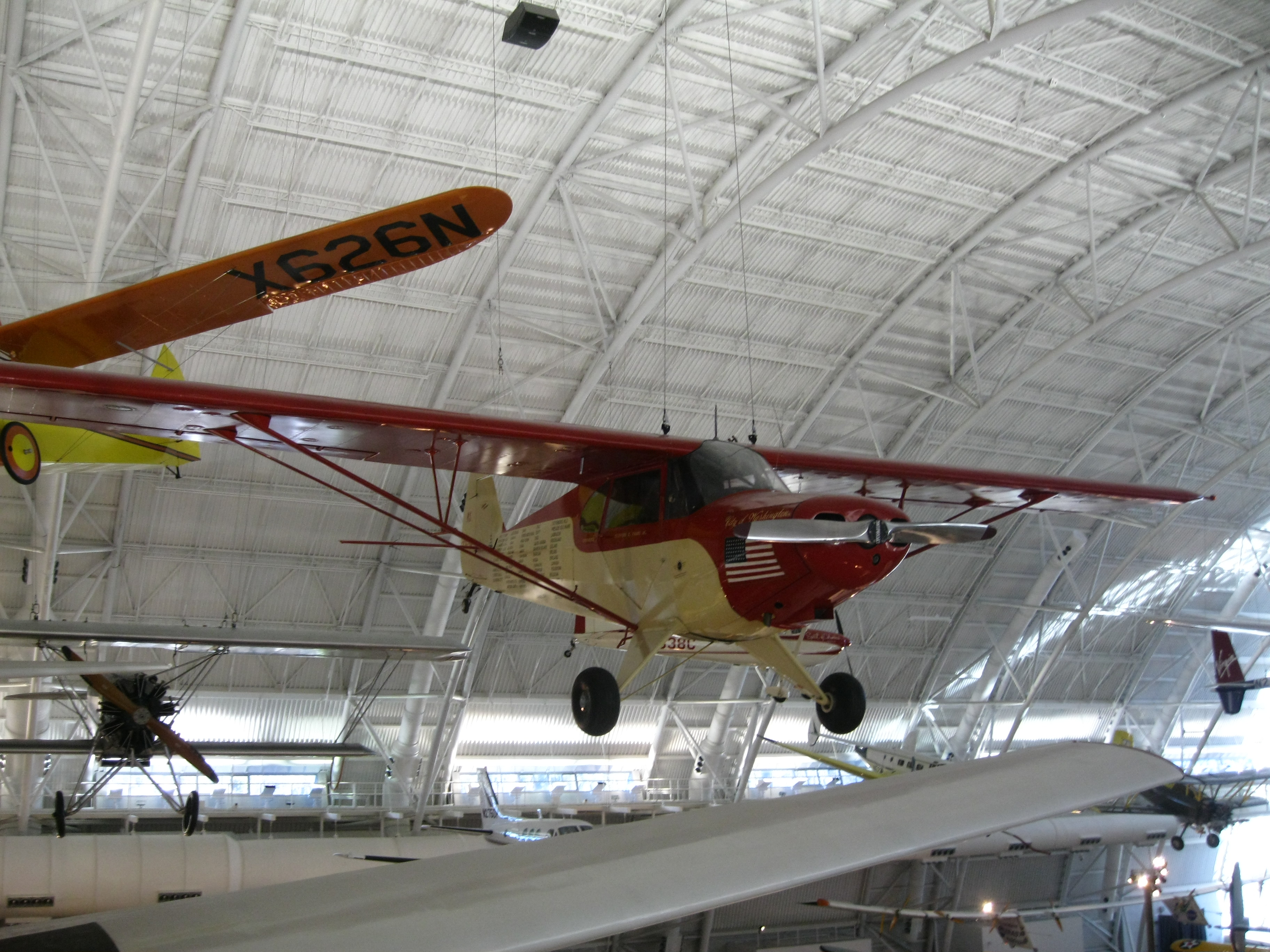
Le City of Washington, qui effectua le tour du monde en 1947. Il est actuellement exposé au Steven F. Udvar-Hazy Center, à Chantilly, en Virginie.

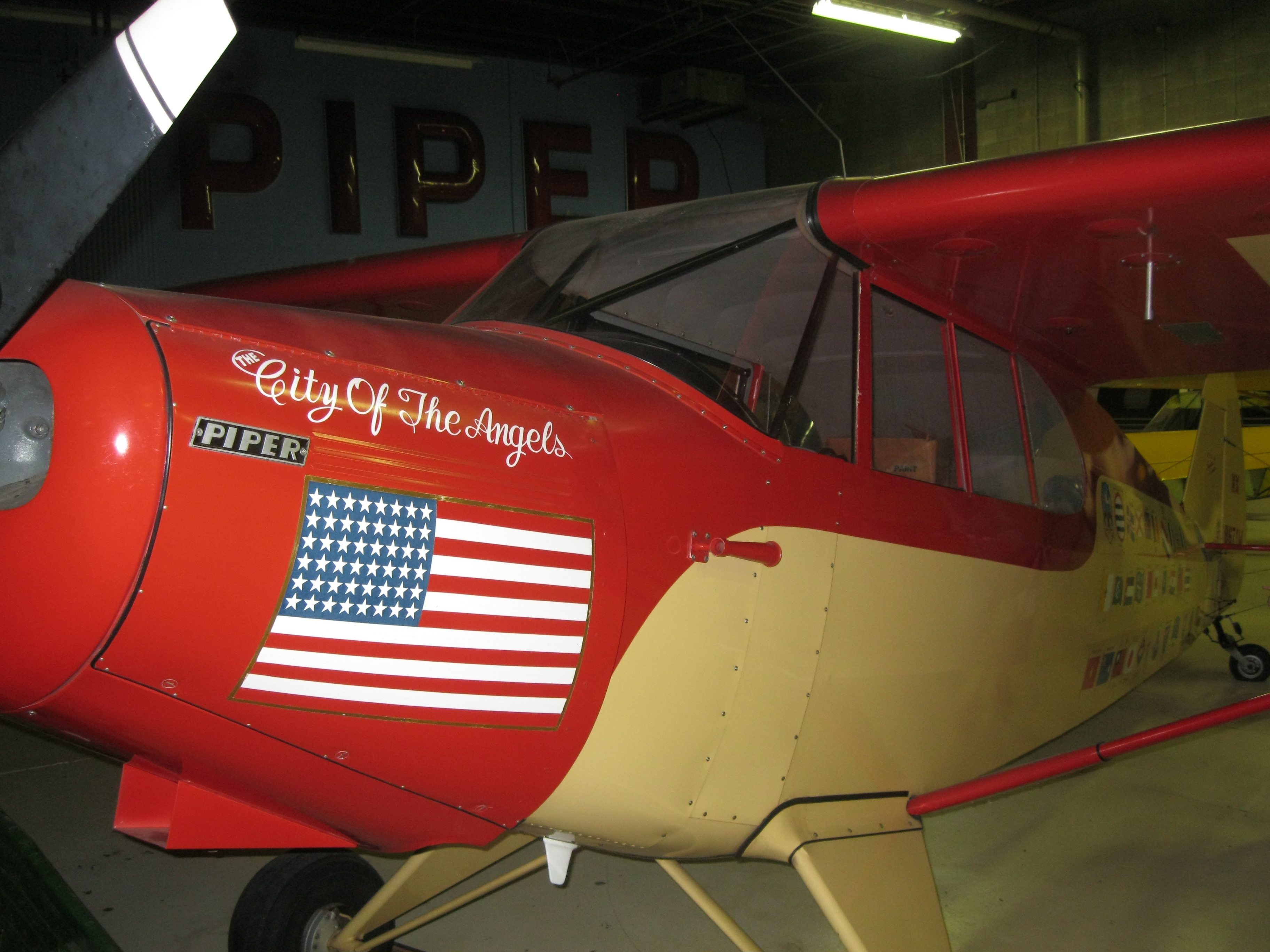
Le City of the Angels, qui effectua le tour du monde en 1947. Il est actuellement exposé au Piper Aviation Museum à Lock Haven, en Pennsylvanie.

- Distance minimale de décollage : 220 m
- Distance minimale de roulage à l'atterrissage : 143 m